# San Lucas Zoquiapam
San Lucas Zoquiapam è un comune del Messico, situato nello stato di Oaxaca.